# Omega (computerspel uit 1988)
Omega  is een videospel van het type RPG. Het spel werd uitgebracht in 1988 voor verschillende platforms. De speler speelt een aardbewoner die wordt getransporteerd naar een wereld van het Omega Project. De speler probeert een Adept te worden, een persoon met grote krachten die de boeddhistische principes volgt en een serie aan puzzels moet oplossen. 